# The Sleeping Dictionary
The Sleeping Dictionary é um filme dramático estadunidense de 2002, dirigido por Guy Jenkin.

## Sinopse
John Truscott (Hugh Dancy) é um jovem oficial inglês que é enviado para a Malásia, para participar dos esforços de colonização britânica no local. Logo ao chegar Truscott tem problemas com a língua local, sendo que para resolvê-lo os Ibans, a tribo nativa do lugar, oferece um "dicionário de cama", uma nativa que viveria com ele e iria ensiná-lo a língua e os costumes locais. Inicialmente Truscott recusa a oferta, mas acaba aceitando-a e passa a viver com Selima (Jessica Alba). Porém, Truscott se apaixona perdidamente por Selima, abandonando sua missão, seu país e até mesmo seu idioma, o que provoca a ira de seus oficiais no exército britânico.

## Elenco
| Ator/Atriz               | Personagem    |
| ------------------------ | ------------- |
| Jessica Alba             | Selima        |
| Brenda Blethyn           | Aggie         |
| Hugh Dancy               | John Truscott |
| Bob Hoskins              | Henry         |
| Christopher Ling Lee Ian | Jasmien       |
| Junix Nocian             | Famous        |
| Michael Jessing Langgi   | Melaka        |
| Mano Maniam              | Policial      |
| K.K. Moggie              | Tipong        |
| Emily Mortimer           | Cecil         |
| Malcolm Rogers           | Vicar         |
| Noah Taylor              | Neville       |
| Kate Helen White         | Mandar        |
| Eugene Salleh            | Belansai      |